# Qatar Ladies Open 2007
Il Qatar Ladies Open 2007 è stato un torneo di tennis giocato sul cemento.
È stata la 7ª edizione del Qatar Ladies Open,che fa parte della categoria Tier II nell'ambito del WTA Tour 2007.
Si è giocato al Khalifa International Tennis Complex di Doha in Qatar,
dal 26 febbraio al 4 marzo 2007.

## Campioni

### Singolare
Justine Henin ha battuto in finale  Svetlana Kuznecova con il punteggio di 6–4, 6–2

### Doppio
Martina Hingis /  Marija Kirilenko hanno battuto in finale  Ágnes Szávay /  Vladimíra Uhlířová con il punteggio di 6–1, 6–1